# Low (Lenny Kravitz)
Low è un singolo del cantautore statunitense Lenny Kravitz, pubblicato il 25 maggio 2018 come secondo estratto dall'undicesimo album in studio Raise Vibration e dall'album in studio della versione deluxe Blue Electric Light.

## Descrizione
Il brano unisce ritmi rock and roll, funk, blues e soul e contiene parti vocali di Michael Jackson.

## Video musicale
Il videoclip è stato pubblicato il 5 giugno 2018 sul canale YouTube del cantante. Sono presenti delle immagini, risalenti agli Anni '60, della famiglia del cantautore stesso.
L'11 luglio successivo è stato pubblicato un secondo videoclip, diretto dal regista e fotografo francese Jean-Baptiste Mondino, dove Lenny Kravitz canta suonando la batteria su una piattaforma girevole, affiancato poi, nel corso del video, da una ragazza che suona la batteria e che canta la canzone.

## Classifiche
| Classifica (2018) | Posizione massima |
| ----------------- | ----------------- |
| Belgio (Fiandre)  | 58                |
| Belgio (Vallonia) | 6                 |
| Francia           | 147               |
| Germania          | 61                |
| Italia            | 53                |
| Svizzera          | 69                |